# Château du Bouchillon
Le château du Bouchillon est un château français implanté sur la commune de Grand-Brassac dans le département de la Dordogne, en région Nouvelle-Aquitaine. 

## Présentation
Le château du Bouchillon se situe en Périgord, au nord-ouest du département de la Dordogne. sur la commune de Grand-Brassac, au lieu-dit le Bouchillon, à l'est de la route départementale 103.
De forme trapézoïdale, ce petit édifice présente un logis encadré au sud par deux pavillons et au nord par deux tours.
C'est une propriété privée.

## Historique
Il a été bâti au XIXe siècle.